# Roepera foetida
Roepera foetida är en pockenholtsväxtart som först beskrevs av Schrad. & J.C.Wendl., och fick sitt nu gällande namn av Beier & Thulin. Roepera foetida ingår i släktet Roepera och familjen pockenholtsväxter. Inga underarter finns listade i Catalogue of Life.